# Перепелиця Степан Якович
Степа́н Я́кович Перепели́ця (1884—20 лютого 1932, Париж, Франція) — народний міністр фінансів УНР (18 січня — 5 квітня 1918), член Українських Установчих Зборів.

## З життєпису
Походив з Харківщини. Отримав вищу комерційну освіту.
Належав до прихильників Української Партії Соціалістів-Революціонерів. Один з відомих тогочасних спеціалістів в області проблем фінансової кооперації в Україні. Затверджений народним міністром фінансів 18 січня 1918 року в уряді В. Голубовича, однак фізично був відсутній, тому з 29 січня був в. о. Ткаченко М.; обіймав посаду з 24 березня по 5 квітня.
Член торговельно-фінансової місії УНР до Франції, Італії, Бельгії, а пізніше до Швейцарії (лютий — липень 1919), член «Українського національного комітету» в Парижі.
У Франції редагував журнал «Ранок».